# Wielersport op de Olympische Zomerspelen 1924

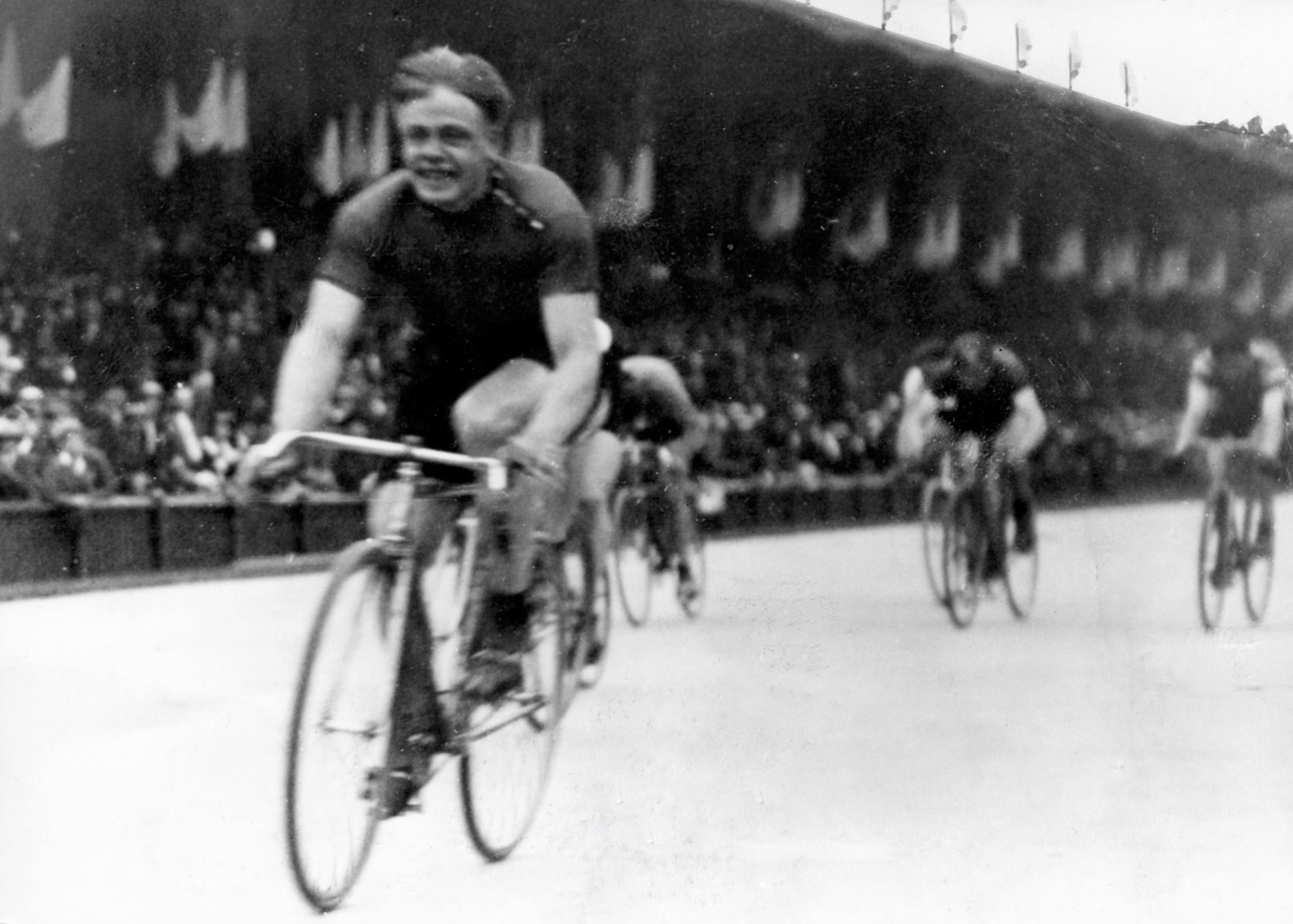
Ko Willems in actie op de 50 km tijdens de Olympische Zomerspelen 1924

De wielersport is een van de sporten die beoefend werden tijdens de Olympische Zomerspelen 1924 in Parijs.

## Heren

### baan

#### sprint, 1000 m
| rang   | sporter(s)     | land | tijd |
| ------ | -------------- | ---- | ---- |
| Goud   | Lucien Michard | FRA  | 12.8 |
| Zilver | Jaap Meijer    | NED  |      |
| Brons  | Jean Cugnot    | FRA  |      |

#### 50 km
| rang   | sporter(s)        | land | tijd      |
| ------ | ----------------- | ---- | --------- |
| Goud   | Ko Willems        | NED  | 1:18:24.0 |
| Zilver | Cyril Alden       | GBR  |           |
| Brons  | Harry Wyld        | GBR  |           |
| 4      | Angelo De Martino | ITA  |           |
| 5      | Józef Lange       | POL  |           |
| 6      | Alfredo Dinale    | ITA  |           |

#### tandem, 2000 m
| rang   | sporter(s)                                  | land | tijd |
| ------ | ------------------------------------------- | ---- | ---- |
| Goud   | Lucien Choury Jean Cugnot                   | FRA  | 12.6 |
| Zilver | Willy Falck Hansen Edmund Hensen            | DEN  |      |
| Brons  | Maurice Peeters Gerard Bosch van Drakestein | NED  |      |

#### ploegachtervolging, 4000 m
| rang   | sporter(s)                                                             | land | tijd   |
| ------ | ---------------------------------------------------------------------- | ---- | ------ |
| Goud   | Angelo De Martini Alfredo Dinale Aurelio Menegazzi Francesco Zucchetti | ITA  | 5:15.0 |
| Zilver | Józef Lange Jan Łazarski Tomasz Stankiewicz Franciszek Szymczyk        | POL  |        |
| Brons  | Léonard Daghelinckx Henri Hoevenaers Fernand Saive Jean Van den Bosch  | BEL  |        |
| 4      | Lucien Choury Joseph Guillemin René Hournon Marcel Renaud              | FRA  |        |

### weg

#### tijdrit individueel
Afstand: 188 km
| rang   | sporter(s)         | land | tijd      |
| ------ | ------------------ | ---- | --------- |
| Goud   | Armand Blanchonnet | FRA  | 6:20:48.0 |
| Zilver | Henri Hoevenaers   | BEL  | 6:30:27.0 |
| Brons  | René Hamel         | FRA  | 6:30:51.6 |
| 4      | Gunnar Sköld       | SWE  | 6:33:36.2 |
| 5      | Albert Blattmann   | SUI  | 6:34:09.0 |
| 6      | Alphonse Parfondry | BEL  | 6:35:57.0 |
| 7      | Eric Bohlin        | SWE  | 6:36:12.4 |
| 8      | Georges Wambst     | FRA  | 6:38:44.  |

#### tijdrit ploegen
De tijden van de 3 best geklasseerde renners per land van de individuele tijdrit werden bij elkaar opgeteld.
| rang   | sporter(s)                                             | land | tijd                          | totale tijd |
| ------ | ------------------------------------------------------ | ---- | ----------------------------- | ----------- |
| Goud   | Armand Blanchonnet René Hamel Georges Wambst           | FRA  | 6:20:48.0 6:30:51.6 6:38:44.4 | 19:30:14.0  |
| Zilver | Henri Hoevenaers Alphonse Parfondry Jean Van den Bosch | BEL  | 6:30:27.0 6:35:57.0 6:40:31.4 | 19:46:55.4  |
| Brons  | Gunnar Sköld Eric Bohlin Ragnar Malm                   | SWE  | 6:33:36.2 6:36:12.4 6:49:53.0 | 19:59:41.6  |
| 4      | Albert Blattmann Otto Lehner Georg Antenen             | SUI  | 6:34:09.0 6:43:39.0 6:53:27.0 | 20:11:15.0  |
| 5      | Ardito Bresciani Antonio Negrini Nello Ciaccheri       | ITA  | 6:41:39.4 6:48:09.8 6:50:10.0 | 20:19:59.2  |
| 6      | Cor Heeren Jan Maas Philippus Hendrik Lodewijk Innemee | NED  | 6:41:50.8 6:51:05.0 7:04:32.0 | 20:37:27.8  |
| 7      | Andy Wilson Eric Pilcher David Marsh                   | GBR  | 6:53:52.4 6:54:02.0 6:56:52.4 | 20:44:46.8  |
| 8      | Georges Schiltz Nicolas Rausch Louis Pesch             | LUX  | 7:00:34.4 7:04:46.0 7:19:51.4 | 21:25:11.8  |

## Medaillespiegel
| rang   | land             | goud | zilver | brons | totaal |
| ------ | ---------------- | ---- | ------ | ----- | ------ |
| 1      | Frankrijk        | 4    | 0      | 2     | 6      |
| 2      | Nederland        | 1    | 1      | 1     | 3      |
| 3      | Italië           | 1    | 0      | 0     | 1      |
| 4      | België           | 0    | 2      | 1     | 3      |
| 5      | Groot-Brittannië | 0    | 1      | 1     | 2      |
| 6      | Denemarken       | 0    | 1      | 0     | 1      |
| 6      | Polen            | 0    | 1      | 0     | 1      |
| 8      | Zweden           | 0    | 0      | 1     | 1      |
| totaal | totaal           | 6    | 6      | 6     | 18     |